# Letana sinumarginis
Letana sinumarginis är en insektsart som beskrevs av Liu, Xiangwei och Wei Ying Hsia 1992. Letana sinumarginis ingår i släktet Letana och familjen vårtbitare. Inga underarter finns listade i Catalogue of Life.